# Richard Mead

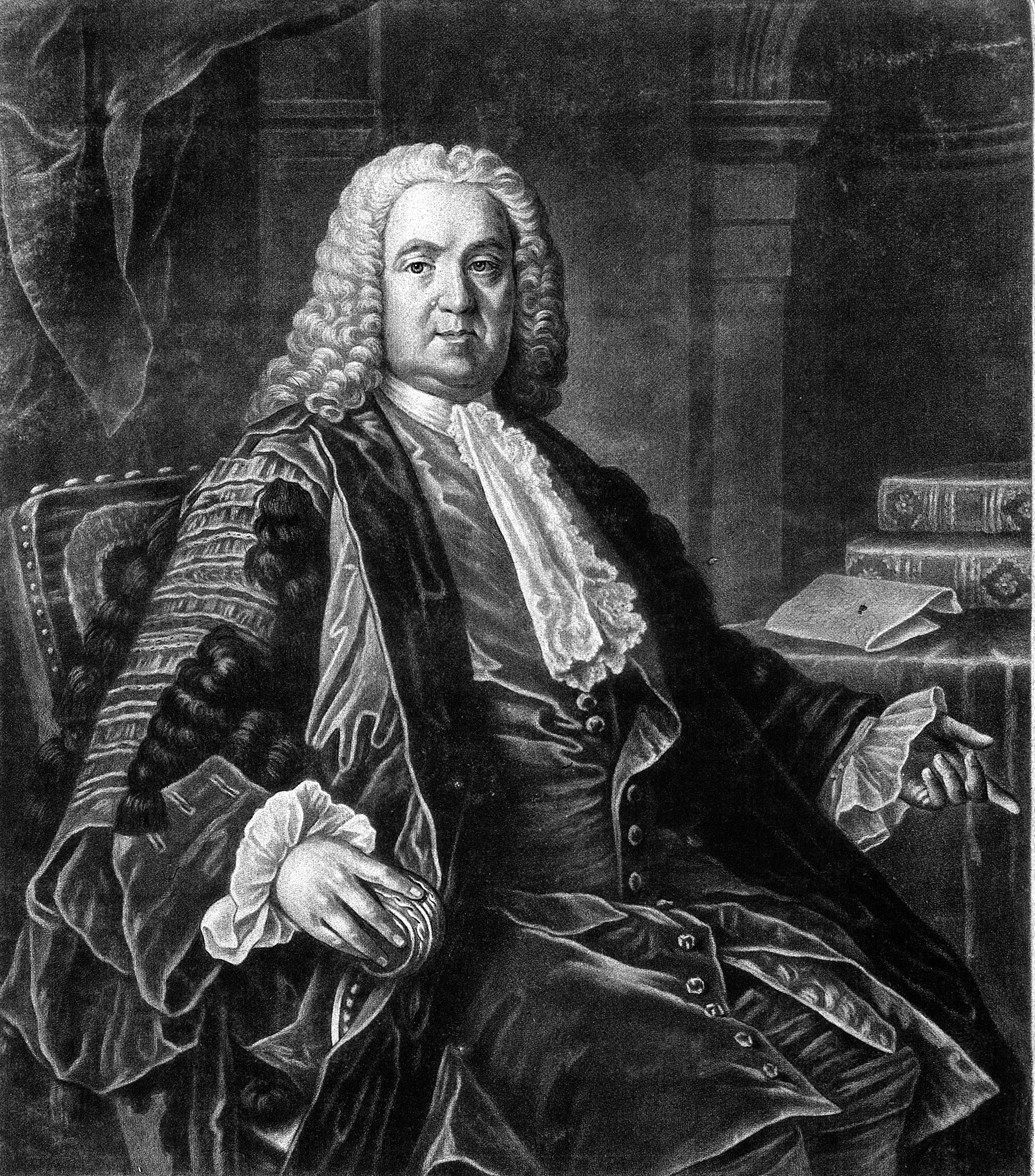
Richard Mead 1673–1754

Richard Mead (* 11. August 1673 in Stepney; † 16. Februar 1754 in London) war ein englischer Arzt.

## Leben und Wirken
Richard Mead wurde als siebtes von fünfzehn Kindern des presbyterianischen Pfarrers Matthew Mead (ca. 1630–1699) in Stepney bei London geboren. 1683 musste die Familie London verlassen und ging ins holländische Exil. Richard Mead durchlief drei Jahre lang sein Grundstudium („humanités“) in Utrecht bei Johann Georg Graevius und studierte anschließend Medizin in Leyden, wo er Vorlesungen des Iatromechanikers Archibald Pitcairne und des Botanikers Paul Hermann hörte. In Padua wurde er 1695 in Medizin und in Philosophie promoviert, hielt sich anschließend in Neapel und in Rom auf.
1696 kehrte er nach England zurück und ließ sich als Arzt zunächst in seiner Heimatstadt Stepney, dann in London nieder. 1704 nahm ihn die Royal Society als Mitglied auf, 1717 wurde er deren Vizepräsident. Nachdem das Kollegium der Londoner Ärzte ihn 1716 aufgenommen hatte, wurde er im folgenden Jahr Arzt am Londoner St Thomas’ Hospital und 1727 Arzt des Königs.
1722 war der Kollege John Freind Abgeordneter von Launceston in Cornwall im House of Commons. Nachdem dieser sich mit dem Minister überworfen hatte, wurde er unter dem Vorwand, er habe die exilierten Stuarts begünstigt, im Tower of London eingesperrt. Nachdem Freind sechs Monate eingesperrt war, erkrankte der Minister und bat Mead um Hilfe, die dieser erst zusagte, nachdem der Minister Freinds Freilassung veranlasst hatte.
In wissenschaftlicher Beziehung huldigte Mead im Anfang iatromechanischen Theorien und vertrat später als Eklektiker gleichmäßig Vitalismus, Iatrochemie und Iatromechanik. In der Klinik orientierte er sich an Georg Ernst Stahl und an Thomas Sydenham.
Meads Werk Medica sacra wurde durch die römisch-katholische Glaubenskongregation 1754 – vier Jahre nach Erscheinen – auf den Index der verbotenen Bücher gesetzt.

## Werke (Auswahl)
- A mechanical account of poisons in several essays. Ralph Smith, London 1702 Ausgabe 1708 (Digitalisat)
- De imperio solis ac lunae in corpora humana, et morbis inde oriundis. London 1704 (Digitalisat)
- A short discourse concerning pestilential contagion, and the methods to be used to prevent it. Sam. Buckley & Ralph Smith, London 1720 (Digitalisat) Diese Arbeit wurde anlässlich der Pestepidemie von Marseille geschrieben. Im Rahmen der damals neu aufgeflammten Kontroverse zwischen Kontagionisten und Antikontagionisten erklärte Mead sich darin als Anhänger der Kontagionisten.
- A discourse on the plague. A. Millar & J. Brindley, London 9. Auflage 1744 (Digitalisat)
- Medica sacra : sive, de morbis insignioribus, qui in bibliis memorantur, commentarius. Petrus Mortier, Amsterdam 1749 (Digitalisat)
- Monita et praecepta medica. John Brindley, London 1751 (Digitalisat)
  - Gerhard Andreas Müller (Übers.). Richardi Meads medizinische Erinnerungen und Lehren. Johann Gottlieb Garbe, Frankfurt am Main 1759 (Digitalisat)